# Чемпионат мира по фехтованию 1979
Чемпионат мира по фехтованию 1979 года проходил с 18 по 28 августа в Мельбурне (Австралия). Среди мужчин соревнования проходили в личном и командном зачёте по фехтованию на саблях, рапирах и шпагах, среди женщин — только первенство на рапирах в личном и командном зачёте.

## Общий медальный зачёт
| Место | Страна    | Золото | Серебро | Бронза | Всего |
| ----- | --------- | ------ | ------- | ------ | ----- |
| 1     | СССР      | 6      | 2       | 1      | 9     |
| 2     | ФРГ       | 1      | 1       | 2      | 4     |
| 3     | Франция   | 1      | 1       | 0      | 2     |
| 4     | Венгрия   | 0      | 2       | 1      | 3     |
| 4     | Италия    | 0      | 2       | 1      | 3     |
| 6     | Польша    | 0      | 0       | 2      | 2     |
| 7     | Швейцария | 0      | 0       | 1      | 1     |
| Всего | Всего     | 8      | 8       | 8      | 24    |

## Медалисты

### Мужчины
| Дисциплина                  | Золото                                                                                               | Серебро                                                                                                 | Бронза                                                                                         |
| --------------------------- | --- | --- | ---------------------------------------------------------------------------------------------- |
| Шпага Личное первенство     | Филипп Рибу                                                                                          | Эрнё Кольчонай                                                                                          | Лешек Сворновский                                                                              |
| Шпага Командное первенство  | СССР · Ашот Карагян · Борис Лукомский · Леонид Дунаев · Александр Абушахметов · Александр Можаев     | ФРГ Эльмар Боррман Адриан Германус Ханнс Яна Александр Пуш                                              | Швейцария · Патрис Гель · Даниэль Жиже · Кристиан Каутер · Мишель Пофф · Франсуа Суханецкий    |
| Рапира Личное первенство    | Александр Романьков                                                                                  | Паскаль Жолио                                                                                           | Фабио Даль Дзотто                                                                              |
| Рапира Командное первенство | СССР · Владимир Смирнов · Александр Романьков · Сергей Косенко · Сабиржан Рузиев · Владимир Лапицкий | Италия · Андреа Борелла · Фабио Даль Дзотто · Федерико Черви · Мауро Нума · Карло Монтано               | ФРГ Маттиас Бер Харальд Хайн Томас Бах Клаус Райхарт Маттиас Гей                               |
| Сабля Личное первенство     | Владимир Назлымов                                                                                    | Виктор Кровопусков                                                                                      | Михаил Бурцев                                                                                  |
| Сабля Командное первенство  | СССР · Владимир Назлымов · Виктор Сидяк · Михаил Бурцев · Виктор Кровопусков · Николай Алёхин        | Италия · Марио Альдо Монтано · Джанфранко Далла Барба · Микеле Маффей · Марко Романо · Фердинандо Мельо | Польша · Яцек Берковский · Дариуш Вудке · Анджей Костжева · Александре Кондрат · Тадеуш Пигуля |

### Женщины
| Дисциплина                  | Золото                                                                                     | Серебро                                                                               | Бронза                                                                       |
| --------------------------- | ------------------------------------------------------------------------------------------ | ------------------------------------------------------------------------------------- | ---------------------------------------------------------------------------- |
| Рапира Личное первенство    | Корнелия Ханиш                                                                             | Валентина Сидорова                                                                    | Ильдико Тордаши                                                              |
| Рапира Командное первенство | СССР · Елена Белова · Валентина Сидорова · Ирина Ушакова · Наиля Гилязова · Анна Дмитренко | Венгрия · Ильдико Тордаши · Эдит Ковач · Жужанна Сёч · Гертруд Штефанек · Магда Марош | ФРГ Корнелия Ханиш Ингрид Лозерт Сабина Бишофф Уте Кирхайс-Вессель Ютта Хёне |